# Esomus longimanus
Esomus longimanus es una especie de peces de la familia de los Cyprinidae en el orden de los Cypriniformes.

## Morfología
Los machos pueden llegar alcanzar los 8 cm de longitud total.

## Hábitat
Es un pez de agua dulce.

## Distribución geográfica
Se encuentran en Asia: Tailandia, Camboya y Malasia, incluyendo el río Mekong.